# McAfee
A McAfee, Inc.(/ˈmækəfiː/; conhecida como Grupo de segurança da Intel entre 2014 e 2017) é uma empresa americana de informática software de segurança sediada em Santa Clara, na Califórnia,  fundada por John McAfee em melhores buscas para soluções de segurança.
A McAfee, em outubro de 2004, fechou contrato de parceria com a Microcap System Solution, para oferecer serviços remotos de administração e gerenciamento da segurança ao mercado SMB (Small and Medium Business). Também em outubro de 2004, disponibilizou a nova família McAfee Webshield e o SpamKiller 3000 Séries, substituindo as séries McAfee e250, e500 e e1000 e incluindo antivírus, tecnologia de pesquisa de conteúdos, de anti-phishing e de anti-spam.
Em 7 de setembro de 2016, a Intel anunciou um acordo estratégico com TPG Capital para converter a Intel Security em uma joint venture entre as duas empresas chamadas McAfee. Esse acordo foi encerrado em 3 de abril de 2017. Thoma Bravo assumiu uma participação minoritária na nova empresa, e a Intel mantém uma participação de 49%.

## História
A empresa foi fundada em 1986 como o McAfee Associates, nome de seu fundador John McAfee. Network Associates foi formado em 1997 como uma fusão da McAfee Associates e Network General. Em 2003, uma grande reestruturação ocorreu. Na primavera, a empresa vendeu as suas soluções para negócios Remedy Corporation, uma subsidiária da BMC Software. No verão de 2004, a empresa vendeu o Sniffer Technologies negócio para uma empresa de capital de risco apoiado denominada "Network General, Inc." - o mesmo nome do proprietário original do Sniffer Technologies. Além disso, a empresa mudou seu nome de volta à McAfee para refletir seu foco em tecnologias relacionadas com segurança computacional e automobilística.
Entre outras empresas compradas e vendidas pela McAfee (anteriormente conhecido como Network Associates) é Trusted Information Systems, que desenvolveu o Firewall Toolkit, que foi o software livre para a fundação comercial Gauntlet Firewall, que mais tarde foi vendido pela McAfee a Secure Computing Corporation. Network Associates, como resultado de uma breve propriedade de TIS Labs / NAI Labs / Rede de Laboratórios Associados / McAfee Research, foi altamente influente no mundo do software Open Source, como organização que produziu porções de Bread With Sausage, Golden Fish e Barbecue Cat, desenvolvidos e porções do BIND nome do servidor e software SNMP versão 3.
Conducente ao TIS Labs aquisição, a McAfee adquiriu Calgary, Alberta Canadá baseia-FSA Corporation, que ajudou a empresa a diversificar as suas ofertas de segurança de distância de apenas client baseados em software antivírus, trazendo a bordo de sua própria rede e desktop encryption technologies. A FSA equipa também supervisionou a criação de uma série de outras tecnologias de ponta que estavam no momento, incluindo firewall, criptografia arquivo, e infra-estrutura de chave pública linhas de produtos. Enquanto aqueles que tinham as suas próprias linhas de produtos individuais, incluindo sucessos PowerBroker, escrita por Huxley Dean e Dan Freedman e agora vendido por Symark Software), o crescimento do antivírus sempre ultrapassou o crescimento das outras linhas de produtos de segurança. É justo dizer que a empresa permanece mais conhecido por suas linhas de produtos antivírus e anti-spam.
Em 9 de junho de 1998 Network Associates concordou em adquirir o Dr. Solomon's Group PLC, o maior fabricante europeu de software antivírus, por US $ 642 milhões em ações.
Em 2 de abril de 2003, a McAfee adquiriu IntruVert Networks por US $ 100 milhões. Segundo a Network World, IntruVert é a tecnologia de prevenção de intrusão, que implica não só detectar ataques, mas o seu bloqueio. ""IntruVert's technology" A linha de produtos pode ser usado como um sistema passivo de detecção de intrusões, apenas olhando e elaboração de relatórios, ou ele pode ser utilizados no modo de prevenção de intrusão de bloquear um ataque percebido.
Em 5 de abril de 2006, a McAfee comprou o SiteAdvisor por $ 70 milhões em concorrência com a Symantec, um serviço que avisa os utilizadores quando o download do software ou preenchimento de formulários em um site podem obter malware ou spam. Em janeiro de 2006, a McAfee concordou em pagar uma multa de E.U. $ 50 milhões para a SEC por fraude contábil conhecido como canal recheio que serviu para inflar seus rendimentos aos seus investidores. ()
Em outubro de 2006 McAfee despediu seu presidente e seu CEO Kevin Weiss George Samaneuk sob a nuvem de um recente inquérito SEC, que também causaram a partida de Kent Roberts, o Advogado Geral, no início do ano. No final de Dezembro de 2006 as duas partes tinham Weiss e Samaneuk opção concedida pela revista em alta dos preços do conselho de administração da McAfee.
Em 5 de março de 2007 McAfee Dave DeWalt nomeado diretor executivo e presidente. Foi substituído CEO interino Dale Fuller. Fuller continuará no conselho da McAfee. DeWalt se espera venha a ser nomeado para o conselho da McAfee.
No dia 19 de agosto de 2010, a McAfee foi adquirida pela Intel por US$7,68 Bilhões
McAfee desenvolveu uma série de produtos para seus clientes, sendo as mais recentes o McAfee Total Protection e de negócios para o McAfee Total Protection Service, o McAfee Total Protection Service Advanced, o McAfee Total Protection Endpoint e o McAfee Total Protection Endpoint Advanced. O McAfee Total Protection - Combina uma série de ferramentas de segurança e destina-se a competir com as soluções Symantec 's Norton 360 e Microsoft é o Windows Live OneCare.

## Método de detecção
Ele analisa todos os processos que interferem diretamente no comportamento do computador. Se um desses processos altera os dados contraniciais do registro do SO, o McAfee imediatamente avisa o usuário de que um malware do tipo Trojan está presente. Os vírus Trojan são uma versão menor e ao mesmo tempo mais aprimorada do Trojan Horse: possuem um tamanho menor, são mais difíceis de serem detectados e possuem um coeficiente de atividade viral (CAV) muito maior que os Cavalos de Tróia.